# 6337 Shiota
6337 Shiota è un asteroide della fascia principale. Scoperto nel 1992, presenta un'orbita caratterizzata da un semiasse maggiore pari a 3,0885594 UA e da un'eccentricità di 0,1354609, inclinata di 3,88099° rispetto all'eclittica.